# Aztekenmöwe

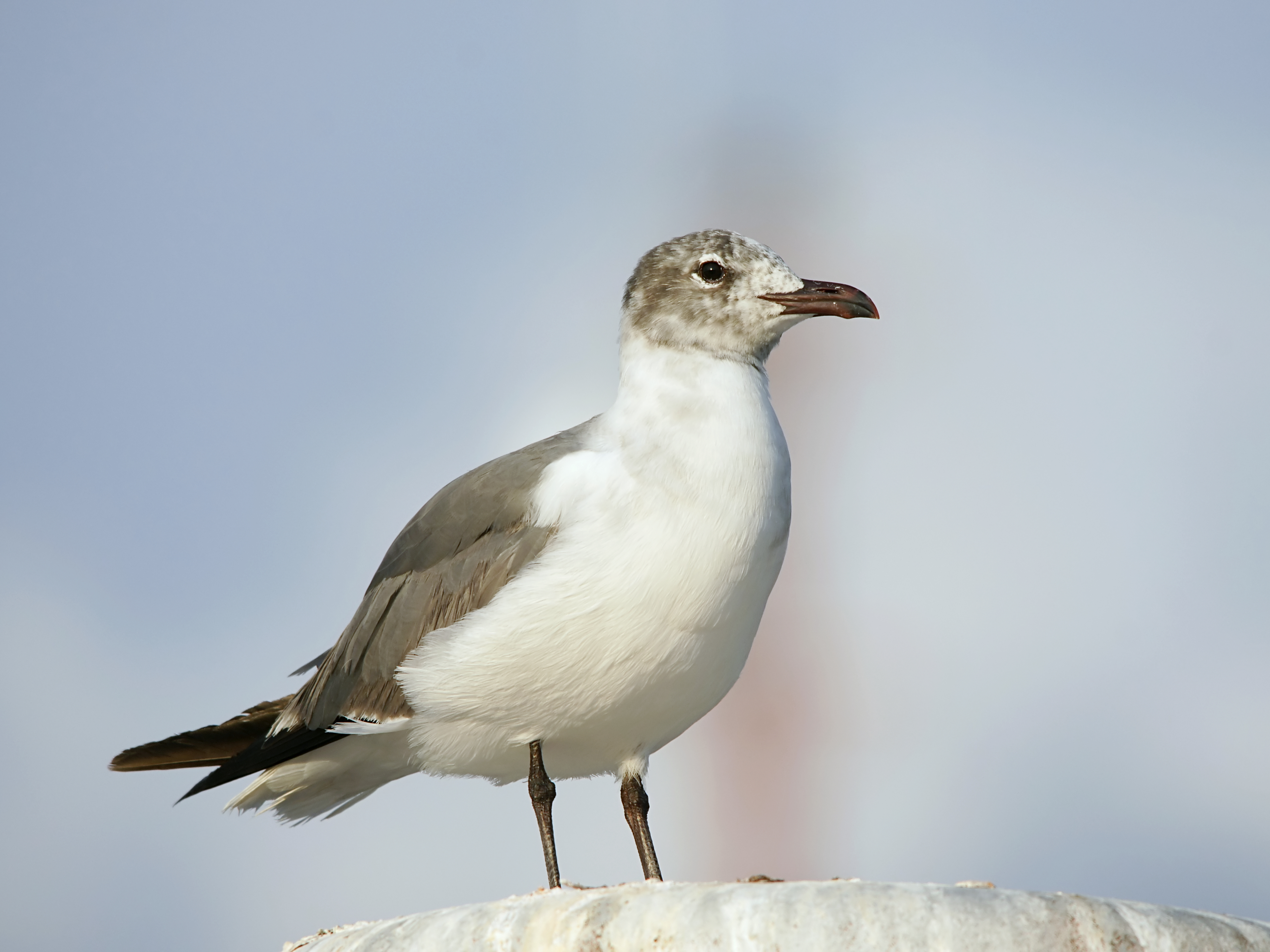
Aztekenmöwe im ersten Brutkleid

Die Aztekenmöwe (Leucophaeus atricilla, Syn.: Larus atricilla) ist eine nordamerikanische Art der Möwen (Larinae). Sie ist in Europa gelegentlich als Irrgast zu beobachten. Am häufigsten findet sie sich in Großbritannien und Irland ein, während sie in Mitteleuropa ein extrem seltener Ausnahmegast ist.
Das zoologische Epitheton atricilla setzt sich aus den zwei lateinischen Worten ater für schwarz und cilla für Schwanz zusammen. Ein schwarzes Band auf dem Schwanz zeigt sie aber erst im dritten Jahr.

## Merkmale
Die mit etwa 37 bis 42 cm Körperlänge und 98 bis 110 cm Spannweite mittelgroße und langflügelige Aztekenmöwe ist kaum mit anderen Möwen verwechselbar. Ab dem dritten Jahr sind Kopf, Beine und Füße schwarz, während der lange, an der Spitze etwas gebogene Schnabel rot ist. Die Stirn ist flach, und an den Augen trägt sie ober- und unterhalb weiße, dünne, sichelmondförmige Flecken. Die Flügeloberseite ist dunkelgrau, und die Schwungfedern sind außen schwarz. Im Winter wechselt die Farbe des Federkleides zu Weiß, und der Schnabel wird schwarz.
Das Jugendgefieder ist braun gesprenkelt, während der Bauch blassgrau und Schnabel, äußere Schwungfedern, Beine, Füße und Schwanz schwarz sind. Der ganze Kopf ist in einem warmen Braunton befiedert. Das erste Winterkleid zeigt einen dunkelgrauen Rücken, und Kopf und Hals wechseln allmählich ins Weiß. Im zweiten Winter ist dieses Weiß dann schmutziger und fast der ganze Schwanz ist ebenfalls weiß.

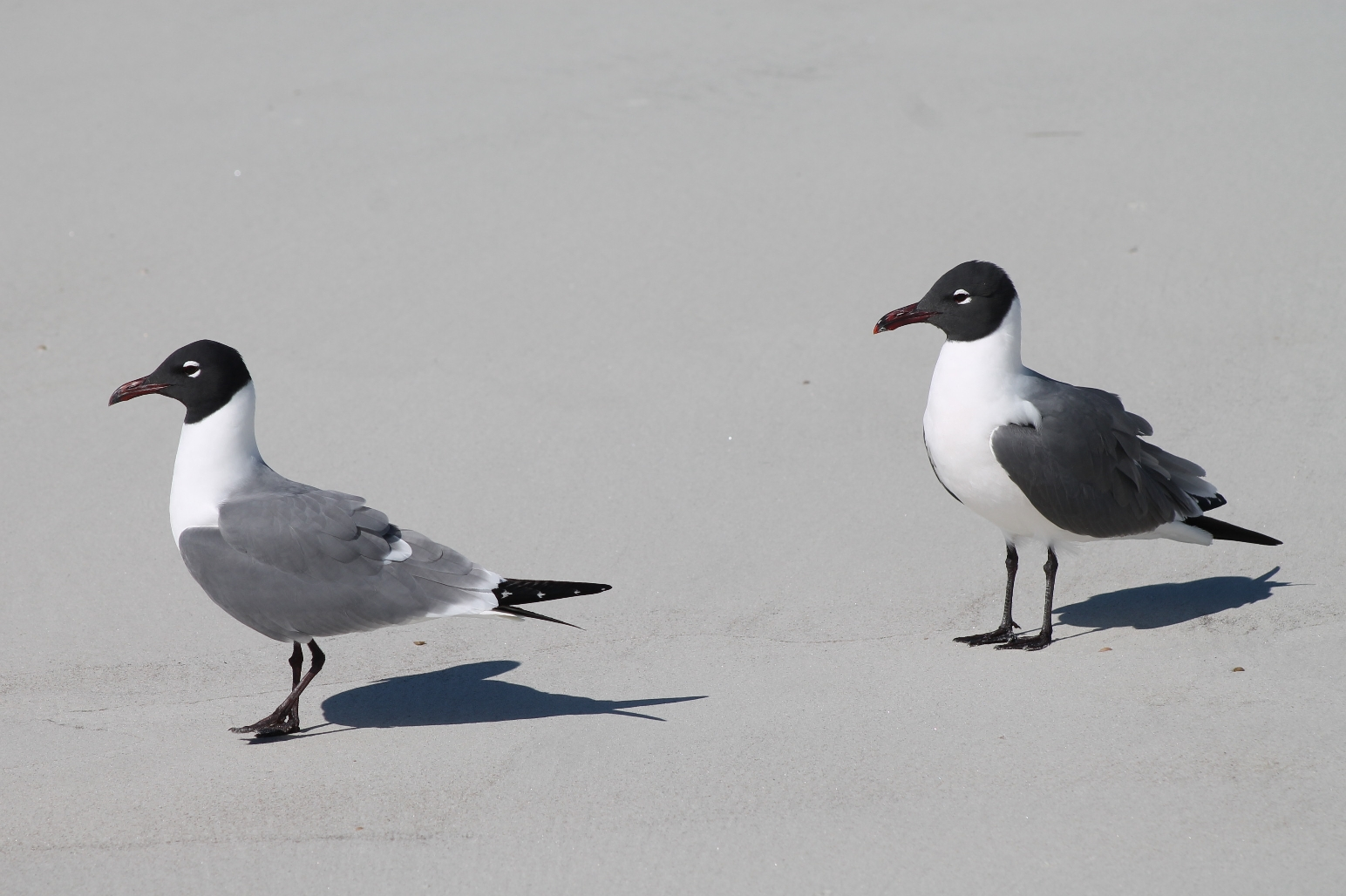
Farbvarianten der Aztekenmöwe in Florida

Der sehr laute Ruf klingt wie ein wirres, raues und sehr hochtöniges Lachen. 

## Vorkommen
Aztekenmöwen kommen gewöhnlich an der Ostküste der USA vor. Weiter nördlich sind sie nur im Sommer vertreten. Die Brutgebiete erstrecken sich von den Küsten Floridas über die karibischen und kalifornischen bis zu den Nordküsten Südamerikas, seltener wandern sie bis nach Westeuropa.

## Ernährung
Das Nahrungsspektrum der Aztekenmöwen setzt sich aus im Wasser lebenden Wirbellosen, Insekten, Würmern, Aas und gelegentlich Fischen zusammen. Wenn möglich, stehlen sie wie die meisten Möwen anderen Vögeln das Futter beziehungsweise Eier und Küken aus fremden Nestern. Das Futter wird entweder am Strand aufgepickt, es wird danach getaucht, oder andere Vögel werden solange im Flug angegriffen, bis sie ihre Beute fallen lassen. Jedoch sind Aztekenmöwen längst nicht so aggressiv wie viele andere Möwen, außer gegenüber den Küken der Küstenseeschwalbe (Sterna paradisaea), hier sind die Aggressionen in den letzten Jahren sogar gestiegen. Seltener ernähren sich Aztekenmöwen aber auch pflanzlich.

## Fortpflanzung

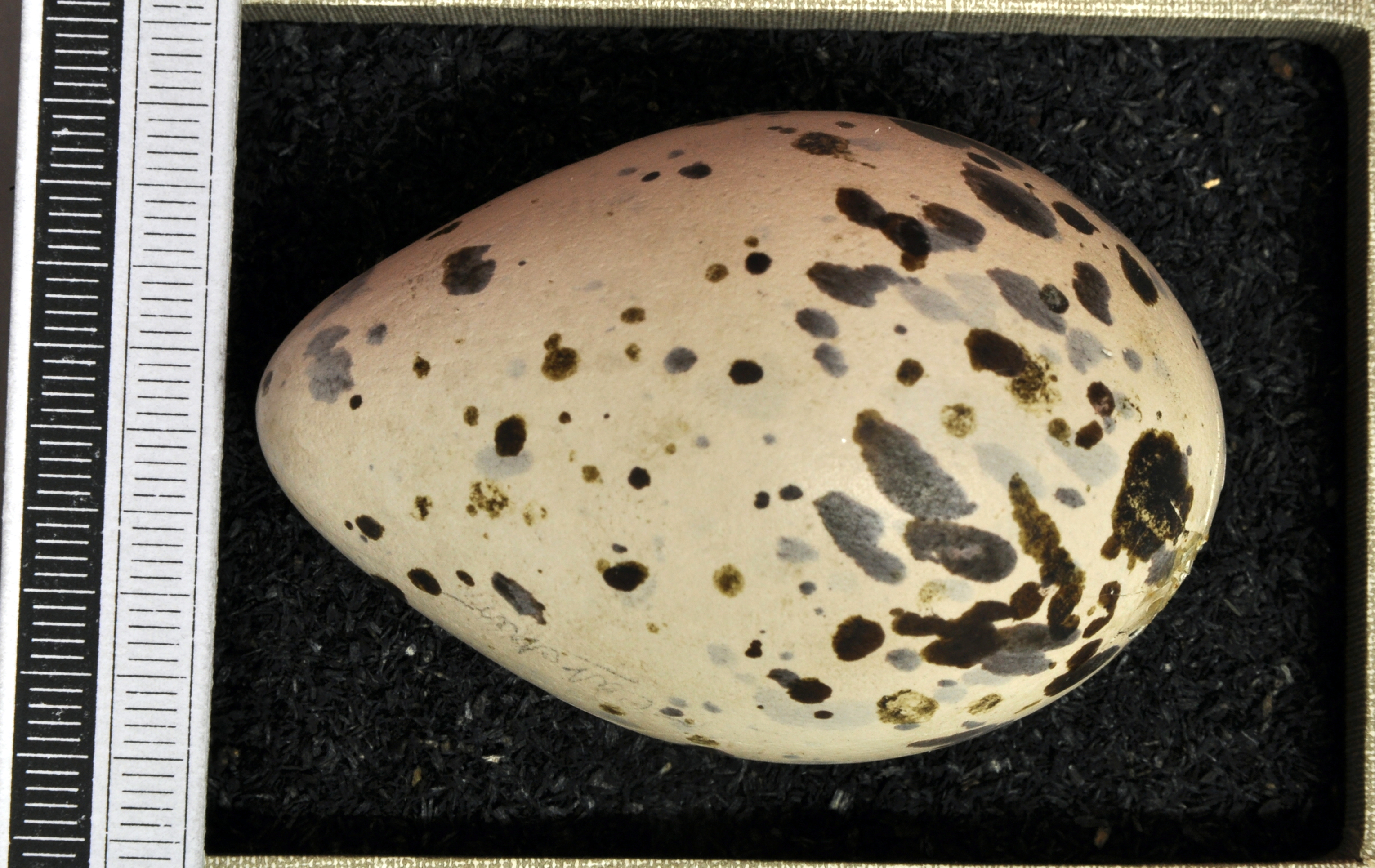
Ei, Sammlung Museum Wiesbaden

Die Brutsaison der monogamen Aztekenmöwen beginnt im frühen April und dauert bis in den Juli. Die Nistkolonien können sehr großflächig werden. Normalerweise werden die Nester küstennah am Boden oder in der Strandvegetation gebaut, in Flussdeltas oder an Teichen. Das Weibchen legt zwei bis vier (zumeist drei) grünliche Eier und beide Altvögel bebrüten sie für etwa 21 bis 23 Tage. Die Küken verlassen das Nest erst wenige Tage nach dem Schlüpfen. Die Altvögel versorgen sie etwa 35 Tage lang.

## Einzelbelege
1. ↑  Hans-Günther Bauer, Einhard Bezzel, Wolfgang Fiedler (Hrsg.): Das Kompendium der Vögel Mitteleuropas: Alles über Biologie, Gefährdung und Schutz. Band 1: Nonpasseriformes – Nichtsperlingsvögel. Aula-Verlag Wiebelsheim, Wiesbaden 2005, ISBN 3-89104-647-2, S. 591.